# Peridea interrupta
Peridea interrupta är en fjärilsart som beskrevs av Sergius G. Kiriakoff 1963. Peridea interrupta ingår i släktet Peridea och familjen tandspinnare. Inga underarter finns listade i Catalogue of Life.